# Marceli Denkiewicz
Marceli Rafał Denkiewicz (ur. 24 października 1846 w Sanoku, zm. 13 grudnia 1928 tamże) – powstaniec styczniowy, restaurator.

## Życiorys
Marceli Rafał Denkiewicz urodził się 24 października 1846 w Sanoku. Był synem Jana (garbarz, potem właściciel pracowni siodlarsko-rymarskiej, zm. w 1896 w wieku 91 lat) i Wiktorii z domu Turczyńskiej (zm. 23 września 1885 w wieku 70 lat). Miał rodzeństwo: Dionizego (ur. 1836), Alojzego Jana (1838-1839), Edwarda (1844-1845), Annę (ur. 1849).
Będąc studentem przyłączył się do walk w powstaniu styczniowym 1863, służąc jako szeregowiec w szeregach oddziału (partii) pod komendą Marcina Borelowskiego ps. „Lelewel”, uczestniczył w bitwach: pod Panasówką 3 września 1863 i na Sowiej Górze pod Batorzem 6 września 1863.
30 kwietnia 1900 w Krakowie został wybrany wydziałowym nowo wybranego zarządu Stronnictwa Chrześcijańsko-Społecznego. Zawodowo był restauratorem w Szymbarku. Zamieszkał w Sanoku. Uchwałą Rady Miejskiej w Sanoku z 18 kwietnia 1907 przychylnie rozpatrzono jego wniosek o wydanie koncesji na traktyjernię, wyszynk wina, kawy, herbaty i czekolady. W Sanoku prowadził restaurację zakopiańską, w związku z czym zarzucano mu jej otwarcie po przekroczeniu godziny policyjnej, rozpijanie młodzieży gimnazjalnej oraz pobicie klienta 23 sierpnia 1910. Po zniesieniu propinacji w Galicji i w związku z planowanym na 1911 wejściem w życie ustawy o koncesjach szynkarskich otrzymał w Sanoku jesienią 1910 obietnicę nadania koncesji na wyszynk uboczny tj. restaurację. Według stanu z 1912 restauracja w Sanoku figurowała pod nazwiskiem Marii Denkiewicz. Marceli Denkiewicz udzielał się w życiu politycznym miasta. 
Po odzyskaniu przez Polskę niepodległości w latach 20. II Rzeczypospolitej został awansowany na stopień podporucznika Wojska Polskiego.
Jako wdowiec 10 lutego 1907 w Sanoku poślubił wdowę Annę Dudziak (wzgl. Dudak), również pochodzącą z Szymbarku (świadkami na ślubie byli Wiktor Dręgiewicz i Paweł Hydzik – także powstaniec styczniowy), zmarłą 31 sierpnia 1920 w Sanoku w wieku 66 lat. Przez ostatnie osiem lat życia był żonaty ze Stefanią z domu Dziewota. Zmarł 13 grudnia 1928 w Sanoku w wieku 83 lat. Został pochowany 15 grudnia 1928 na cmentarzu w Sanoku. Stefania Denkiewicz zmarła w Sanoku 2 lipca 1936.